# Ian Cairns
Ian Cairns (Melbourne, 24 luglio 1952) è un surfista australiano.
Abbandona la scuola dopo il diploma e diventa costruttore di tavole da surf. Diventa campione del mondo di surf nel 1973.
Nel 1983 ha fondato l'Association of Surfing Professionals, poi rinominata World Surf League nel 2014.